# كيتي كافاناه
كيتي كافاناه (بالإنجليزية: Katy Cavanagh)‏ هي ممثلة بريطانية، ولدت في 12 ديسمبر 1973 في شيلدز الشمالية ‏ في المملكة المتحدة.

## وصلات خارجية
- كيتي كافاناه على موقع IMDb (الإنجليزية)
- كيتي كافاناه على موقع قاعدة بيانات الفيلم (الإنجليزية)